# 11 جمادى الأولى
- السبت
- الأحد
- الاثنين
- الثلاثاء
- الأربعاء
- الخميس
- الجمعة

- 302 نوفمبر 2024
- 13 نوفمبر 2024
- 24 نوفمبر 2024
- 35 نوفمبر 2024
- 46 نوفمبر 2024
- 57 نوفمبر 2024
- 68 نوفمبر 2024
- 79 نوفمبر 2024
- 810 نوفمبر 2024
- 911 نوفمبر 2024
- 1012 نوفمبر 2024
- 1113 نوفمبر 2024
- 1214 نوفمبر 2024
- 1315 نوفمبر 2024
- 1416 نوفمبر 2024
- 1517 نوفمبر 2024
- 1618 نوفمبر 2024
- 1719 نوفمبر 2024
- 1820 نوفمبر 2024
- 1921 نوفمبر 2024
- 2022 نوفمبر 2024
- 2123 نوفمبر 2024
- 2224 نوفمبر 2024
- 2325 نوفمبر 2024
- 2426 نوفمبر 2024
- 2527 نوفمبر 2024
- 2628 نوفمبر 2024
- 2729 نوفمبر 2024
- 2830 نوفمبر 2024
- 291 ديسمبر 2024
- 12 ديسمبر 2024
- 23 ديسمبر 2024
- 34 ديسمبر 2024
- 45 ديسمبر 2024
- 56 ديسمبر 2024

11 جُمادى الأولى أو 11 جُمادی‌ الاَوَّل أو يوم 11 \ 5 (اليوم الحادي عشر من الشهر الخامس) هو اليوم التاسع والعُشرون بعد المائة (129) من أيَّام السنة (أو الثلاثون بعد المائة لو كان شهر ربيع الآخر مُتممًا لليوم الثلاثين أو الحادي والثلاثون بعد المائة لو أتم كلًا من صفر وربيع الآخر ثلاثين يومًا) وفق التقويم الهجري القمري (العربي). يبقى بعده 225 أو 226 يومًا لانتهاء السنة.

## أحداث
- 334هـ - دخول بني بويه مدينة بغداد والسيطرة عليها دون قتال، معلنين سيطرتهم على دولة الخلافة العباسية، وبدء ما يسمى بعصر نفوذ البويهيين الذي امتد أكثر من قرن من الزمان.
- 570هـ - نجاح صلاح الدين الأيوبي في ضم مدينة حمص إلى دولته، وذلك في إطار مشروعه الخاص بقيام الوحدة الإسلامية التي تجمع بين مصر والشام والعراق للوقوف في وجه الوجود الصليبي، وقد تسلم صلاح الدين مدينة حمص دون قتال وحرب.
- 1213هـ - اشتعال ثورة القاهرة الأولى ضد قوات الحملة الفرنسية، تنادى إليها الأزهريون، وتزعمها الشيخ محمد السادات، بعد أن كوّنوا مجلسا في الجامع الأزهر لقيادة الثورة التي عمت القاهرة، وهاجم رجالها دوريات الجنود الفرنسيين وفتكوا بهم.
- 1304هـ - الدولة العثمانية تنزل إلى البحر الغواصة «عبد المجيد» (وكان اسمها أولا «تحت البحر») وأدخلتها ضمن أسطولها الحربي، وكانت هذه أول مرة يستخدم فيها العثمانيون الغواصة.
- 1361هـ - بدء معركة عين الغزالة ضمن أحداث الحرب العالمية الثانية.
- 1365هـ - سوريا تحصل على استقلالها من الانتداب الفرنسي.
- 1385هـ - الهند تغزو باكستان وتقصف مدينة لاهور.
- 1411هـ - مجلس الأمن الدولي يصدر «القرار رقم 677» يدين فيه محاولات العراق تغيير التكوين الديمغرافي لسكان الكويت وإعدام السجلات المدنية التي تحتفظ بها الحكومة الكويتية الشرعية.
- 1422هـ - إسرائيل تغتال القياديين في حركة حماس جمال سليم وجمال منصور في قصف لمكتب كانا يتواجدان فيه بنابلس في الضفة الغربية.
- 1423هـ - الحكومة السودانية والحركة الشعبية لتحرير السودان تعلنان في كينيا توصلهما إلى إطار لمباحثات إحلال السلام وإنهاء الحرب الدائرة جنوب السودان منذ عشرين سنة.
- 1425هـ - الحاكم المدني في العراق بول بريمر يسلم مقاليد السلطة للحكومة العراقية المؤقتة قبل الموعد المحدد بيومين.
- 1427هـ - مقاتلات إف-16 فايتينغ فالكون الأمريكية تقصف مخبأ أبو مصعب الزرقاوي وترديه قتيلًا.
- 1429هـ - أمير دولة قطر الشيخ حمد بن خليفة آل ثاني يفتتح مؤتمر الحوار اللبناني في الدوحة وذلك لحل الأزمة اللبنانية وذلك بحضور عدد من الزعماء اللبنانيين وبرعاية جامعة الدول العربية واللجنة الوزارية العربية المكلفه بحل الأزمة اللبنانية.
- 1430هـ - الشرطة السنغافورية تلقي القبض على أكثر المتهمين المطلوبين في تاريخ البلاد، ألا وهو «ماس سلامات بن قسطري» ذي الأصول الأندونيسية.
- 1431هـ - حزب المؤتمر الوطني في السودان برئاسة عمر البشير يفوز في الانتخابات العامة بنسبة 68.2%.
- 1439هـ - تفجير سيَّارة إسعاف مُفخخة قُرب مبنىً تابع لِوزارة الداخليَّة في العاصمة الأفغانية كابُل يودي بحياة 102 من الأشخاص وجرح 196 آخرين.

## مواليد
- 1304هـ - سلامة موسى، أديب وكاتب مصري.
- 1328هـ - أمينة السعيد، كاتبة مصرية.
- 1340هـ - أحمد سيكو توري، رئيس غينيا.
- 1341هـ - الطاهر فيفة، أديب وقصاص تونسي.
- 1397هـ - مشاعل شداد، ممثلة كويتية.
- 1370هـ -
  - برزان إبراهيم التكريتي، مدير الاستخبارات العراقية الأسبق، والأخ غير الشقيق لصدام حسين.
  - سامح الصريطي، ممثل مصري.
- 1376هـ - ماجدة الرومي، مطربة لبنانية.
- 1391هـ - مالك القلاف، لاعب كرة قدم كويتي.
- 1398هـ - جراح عبد اللطيف، لاعب كرة قدم كويتي.
- 1399هـ - منذر رياحنة، ممثل أردني.
- 1403هـ -
  - أسامة عبد السلام، لاعب كرة قدم ليبي.
  - أحمد حسام، لاعب كرة قدم مصري.

## وفيات
- 150هـ - أبو حنيفة النعمان، أحد الأئمة الأربعة عند أهل السنة ومؤسس المذهب الحنفي.
- 573هـ - أبو المظفر المشطب، فقيه وراوٍ للحديث.
- 1402هـ - محمد زكي عبد القادر، صحافي مصري ورئيس تحرير جريدة الأهرام، ثم أخبار اليوم.
- 1421هـ - طلال مداح، مغني سعودي.
- 1422هـ -
  - جمال سليم، قيادي في حركة حماس.
  - جمال منصور، قيادي في حركة حماس.
- 1427هـ - أبو مصعب الزرقاوي، قائد تنظيم قاعدة الجهاد في بلاد الرافدين.
- 1429هـ - هديل محمد الحضيف، مدونة وكاتبة وراوئية سعودية.
- 1439هـ - حصة بنت محمد آل نهيان، زوجة الشيخ زايد بن سلطان آل نهيان ووالدة الشيخ خليفة بن زايد آل نهيان.
- 1440هـ -
  - حمد ناصر، ممثل كويتي.
  - بابكر عوض الله، سياسي سوداني ورئيس وزراء البلاد السادس.
- 1442هـ - محمد السعيدي الجردي، فقيه أُصولي مغربي.

## وصلات خارجية
- موقع قصة الإسلام: حدث في شهر جُمادى الأولى.